# Mrňouskové
Mrňouskové s podtitulem Soukromý život hmyzu (ve francouzském originále Minuscule: La Vie privée des insectes) je francouzský animovaný seriál nahlížející do každodenního života hmyzu. Postavy jsou počítačově modelované ve 3D a zasazené do přírodních scenérií. Zvuk seriálu se skládá z původních nahrávek hmyzu a prostředí, které jsou doplněny uměle vytvořenými efekty.
Jednotlivé epizody mají vlastní a většinou vtipný děj. Různí hmyzí protagonisté vykonávají často lidské činnosti pro ironické vylíčení inteligence, radosti a dojemnosti. Pozadím pro tyto děje je obecně francouzský venkov, což zahrnuje pole, farmářské usedlosti, ploty, silnice, auta, kanály, žlaby či odpadkové koše. Lidé se objevují jen okrajově (např. jako němí řidiči obtěžujících aut), též velká hospodářská zvířata jsou jen neochotnými svědky různých aktivit hmyzu, pavouků a měkkýšů.

## Epizody
1. Zbabělá stonožka (Yellow)
2. Ovád (Horsefly)
3. Svornost (United We Stand)
4. Rosy (Rosy)
5. Noc hrůzy (Halloween Paranoid)
6. Bezesná noc (Sleepless Night)
7. Torpedo (Torpedo)
8. Bláznivá moucha (Mad Fly)
9. Přicházející vánoce (Come Christmas)
10. Pavučiny (Interior Cobwebs)
11. Konzervová akce (Out Of A Tin Can)
12. Na zdraví! (Bless You)
13. Vánoční stromeček (Ô Tannenbaum)
14. Komárovo odpoledne (A Mosquito Day Afternoon)
15. Neodbytný šnek (Leech)
16. Divoký spolek (The Wild Bunch)
17. Připravit se! Pozor! Start! (On Your Mark, Get Set, Go!)
18. Hop, hop! (Jump Jump Jump)
19. Podivné mouchy (Some Weird Fly)